# Carl Charlier

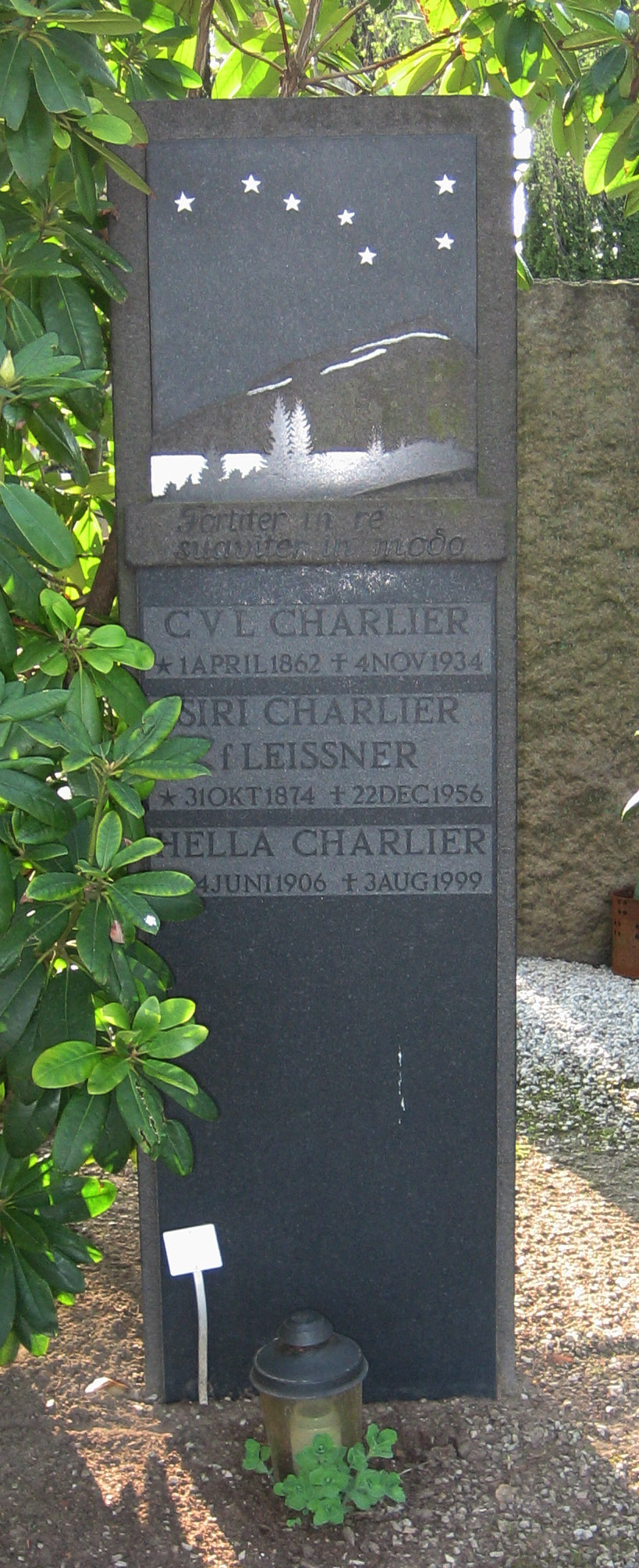
Mormântul lui Carl Charlier din Lund, Suedia.

Carl Vilhelm Ludwig Charlier (n. 1 aprilie 1862, Östersunds församling⁠(d), Comitatul Jämtland, Suedia – d. 5 noiembrie 1934, Lund Cathedral parish⁠(d), Malmöhus⁠(d), Suedia) a fost un astronom suedez. Părinții lui au fost Emmerich Emanuel și Aurora Kristina (n. Hollstein) Charlier.

## Carieră
Charlier a lucrat la Observatorul din Stockholm. A fost profesor de astronomie și director al Observatorului din Universitatea din Lund începând cu anul 1897.
A efectuat studii statistice extinse despre stelele din galaxia noastră și despre pozițiile și mișcările acestora. A încercat să dezvolte un model al acestei galaxii bazat pe acestea. El a propus siriometrul ca o unitate de distanță stelară.
De asemenea, Charlier a fost interesat de statistici pure și a jucat un rol în dezvoltarea statisticilor în academia Suedeză. Câțiva dintre elevii săi au devenit statisticieni, lucrând la universități, la guvern și în companii.
În cursul carierei sale, a tradus Principia lui Isaac Newton în limba suedeză.

## Onoruri

### Premii
- Medalia lui James Craig Watson (1924)
- Medalia Bruce (1933)

### Cratere/corpuri astronomice numite după el
- Charlier (crater lunar)
- Charlier (crater marțian) de pe Marte [9]
- Asteroid 8677 Charlier
- Polinoamele Charlier

## Legături externe
- Pagina de medalie Bruce Arhivat în 13 februarie 2021, la Wayback Machine.
- MNRAS 95 (1935) 339
- Acordarea medaliei lui Bruce: PASP 45 (1933) 5
- Gustav Holmberg: Astronomie în Suedia 1860-1940
- Lucrări de Carl Charlier la Proiectul Gutenberg